# Кад се воли, што се растаје
Кад се воли, што се растаје је сингл Томе Здравковића из 1970. године.